# Gruppo Sportivo Acciaierie e Ferriere Lombarde Falck 1933-1934
Questa voce raccoglie le informazioni riguardanti il Gruppo Sportivo Acciaierie e Ferriere Lombarde Falck nelle competizioni ufficiali della stagione 1933-1934.

## Rosa
| N. |                   | Ruolo | Calciatore       |
| -- | ----------------- | ----- | ---------------- |
|    | Italia (bandiera) | A     | Tullio Aliatis   |
|    | Italia (bandiera) | A     | Mario Antonioli  |
|    | Italia (bandiera) | A     | Osvaldo Balbiani |
|    | Italia (bandiera) | C     | Orazio Briganti  |
|    | Italia (bandiera) | C     | Antonio Brioschi |
|    | Italia (bandiera) | D     | Bruno Cescon     |
|    | Italia (bandiera) | A     | Amleto Giani     |
|    | Italia (bandiera) | P     | Amedeo Lissi     |
|    | Italia (bandiera) | C     | Isidoro Magni    |

| N. |                   | Ruolo | Calciatore        |
| -- | ----------------- | ----- | ----------------- |
|    | Italia (bandiera) | C     | Giuseppe Mandelli |
|    | Italia (bandiera) | A     | Giovanni Marin    |
|    | Italia (bandiera) | C     | Pasquale Riboldi  |
|    | Italia (bandiera) | A     | Carlo Rossi       |
|    | Italia (bandiera) | A     | Otto Schäfer      |
|    | Italia (bandiera) | D     | Giuseppe Seregni  |
|    | Italia (bandiera) | A     | Alfredo Simonatti |
|    | Italia (bandiera) | D     | Giacomo Tomasini  |
|    | Italia (bandiera) | A     | Domenico Torti    |

## Arrivi e partenze
| Acquisti | Acquisti          | Acquisti         | Acquisti   |
| -------- | ----------------- | ---------------- | ---------- |
| A        | Tullio Aliatis    | Legnano          | definitivo |
| A        | Amleto Giani      | Minerva (Milano) | definitivo |
| P        | Amedeo Lissi      | Comense          | definitivo |
| C        | Giuseppe Mandelli | Seregno          | definitivo |
| C        | Pasquale Riboldi  | Comense          | definitivo |
| A        | Domenico Torti    | Pro Lissone      | definitivo |
| D        | Giacomo Tomasini  | Cremonese        | definitivo |

| Cessioni | Cessioni            | Cessioni | Cessioni           |
| -------- | ------------------- | -------- | ------------------ |
| C        | Antonio Brioschi    | ???      | definitivo         |
| C        | Faustino Chiappa    | ???      | militare a Brescia |
| P        | Emilio Drusian      | ???      | definitivo         |
| ?        | Asvelio Ferriani    | ???      | definitivo         |
| ?        | Osvaldo Golfetto    | ???      | fine attività      |
| ?        | Umberto Golfetto    | ???      | fine attività      |
| C        | Giovanni Marin      | Comense  | definitivo         |
| A        | Carlo Musso         | ???      | definitivo         |
| ?        | Sebastiano Ottolini | ???      | definitivo         |
| P        | Michele Pallavicini | Pavia    | rientra al congedo |
| ?        | Renato Pessina      | ???      | definitivo         |
| P        | Ettore Proserpio    | ???      | definitivo         |
| ?        | Mario Rossetti      | ???      | definitivo         |
| A        | Angelo Russo        | ???      | congedo            |
| D        | Pietro Verga        | ???      | congedo            |